# 阿让维尔
阿让维尔（法語：Agenville，法語發音：[aʒɑ̃vil]）是法国上法蘭西大區索姆省的一个市镇，属于亚眠区。

## 地理
阿让维尔（50°9'55"N, 2°5'42"E）面积3.3 平方千米，位于法国上法蘭西大區索姆省，该省份为法国北部沿海省份，北起加来海峡省和北部省，西接滨海塞纳省和大西洋英吉利海峡，南至瓦兹省，东临埃纳省。
与阿让维尔接壤的市镇（或旧市镇、城区）包括：贝尔纳特尔、栋莱热隆维莱尔、迈济库尔、蒙蒂尼莱容格勒尔、普鲁维尔。

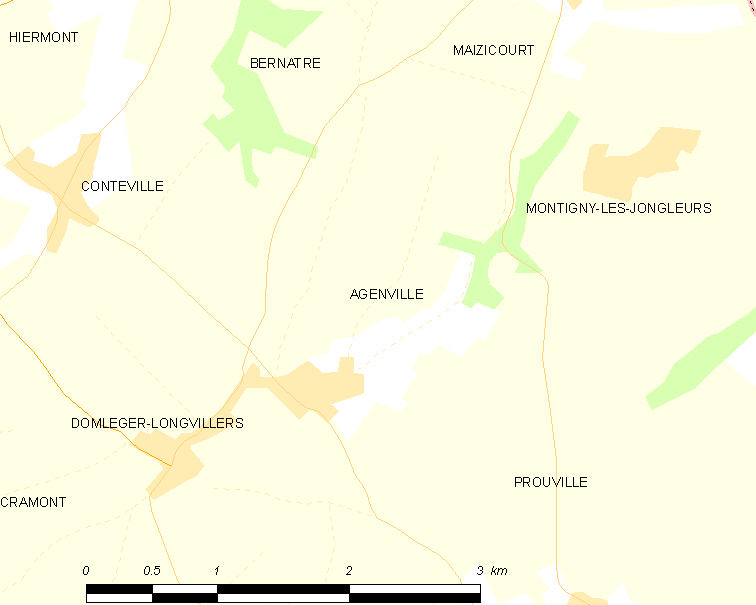
阿让维尔的OSM定位图

阿让维尔的时区为UTC+01:00、UTC+02:00（夏令时）。

## 行政
阿让维尔的邮政编码为80370，INSEE市镇编码为80005。

## 政治
阿让维尔所属的省级选区为杜朗县。

## 人口

1962-2008年间阿让维尔人口变化图示

阿让维尔于2022年1月1日时的人口数量为82人。